# 三毛流浪记 (2006年动画片)
《三毛流浪记》，2006年上映于中国大陆的动画片，根据漫画家张乐平《三毛流浪记》改编，讲述孤儿三毛流浪漂泊的故事。

## 剧情
中国抗日战争时期，江苏省苏州市一个女子在上海市做舞女，和顾客发生性关系之后生下三毛。在三毛孩提时，他的母亲被人害死，从此他孑然一身、茕茕孑立，没有亲戚朋友，独自谋生，日子过得十分辛酸。

## 花絮
该剧参加2007年第七届巴黎中国电影节。